# Bremsnes kommun
Bremsnes kommun (norska: Bremsnes kommune) var en kommun i Møre og Romsdal fylke i västra Norge. Kommunen omfattade ett område i den norra delen av nuvarande Averøy kommun (Bremsnes socken) samt den mellersta delen av nuvarande Kristiansunds kommun. Tätorten Bremsnes utgjorde kommunens centralort.

## Administrativ historik
Bremsnes kommun upprättades den 1 januari 1897 genom utbrytning ur Kvernes kommun. Kommunen hade 2 917 invånare vid upprättandet.
Den 8 juli 1903, genom kunglig resolution, överfördes ett obebott område från Bremsnes kommun till Kvernes kommun.
Den 1 januari 1964 upplöstes kommunen och delades i tre. Huvuddelen (med 3 153 invånare) fördes, tillsammans med Kvernes kommun och en del av Kornstads kommun, till den då nybildade Averøy kommun medan Bolga och Rensviks kretsar (med 884 invånare) fördes till Frei kommun samtidigt som Nordlandets och Dale kretsar (med 963 invånare) fördes till Kristiansunds kommun. Kommunen hade vid delningen totalt 5 000 invånare.